# Итонија (Саскачеван)
Итонија (енгл. Eatonia) је малено урбано насеље са административним статусом варошице у југозападном делу канадске провинције Саскачеван. Насеље се налази на раскрсници провинцијских ауто-путева 21 и 44, на неких 20 km северно од леве обале реке Јужни Саскачеван, односно на око 70 km источно од административне границе према провинцији Алберта. Најближа већа насеља су Киндерсли (44 km североисточно) и Естон (50 km источније).

## Историја
Први досељеници у ову област почели су да се досељавају 1906, а насељавање је интензивирано након проласка железничке пруге кроз ту област четири године касније. Само насеље основано је око мале железничке станице која је отворена 1919. године и првобитно се звало Итон. Име је добило по Томасу Итону, канадском трговцу и оснивачу највећег малопродајног ланца у Канади чијим капиталом су подигнуте бројне грађевине у насељу. Већ 1921. насеље је променило име у Итонија и административно је уређено као варошица. Године 1954. насеље је административно уређено као провинцијска варошица. 
Главна зграда железничке станице која је саграђена 1924. проглашена је историјским наслеђем и под заштитом је провинције. 

## Демографија
Према резултатима пописа становништва из 2011. у варошици је живело 508 становника у 239 домаћинстава, што је за 13,1% више у односу на 449 житеља колико је регистровано приликом пописа 2006. године.
| 2001. | 2006. | 2011. |
| ----- | ----- | ----- |
| 474   | 449   | 508   |